# Замок Тер-Нёв

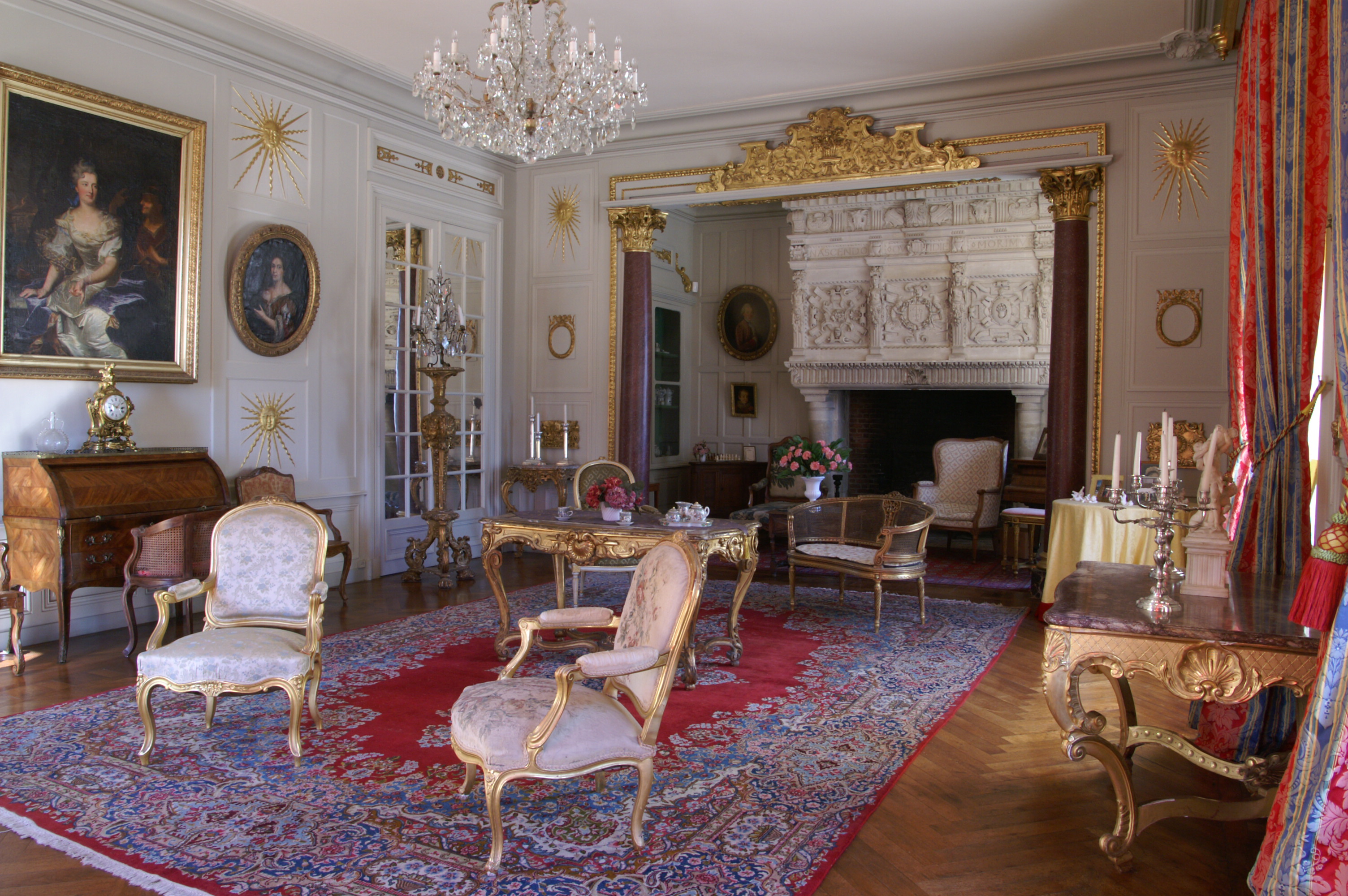
Интерьер гостиной

Замок Тер-Нёв (фр. Château de Terre Neuve) находится в коммуне Фонтене-ле-Конт, в департаменте Вандея, на западе Франции. Замок построен в стиле Ренессанс в 1580 году Жаном Мориссоном (фр. Jean Morisson), городским архитектором, для Николя Рапана (фр. Nicolas Rapin), магистрата, поэта и солдата, Главого Прево коннетабля Франции, и к тому же, компаньона короля Генриха IV Наваррского.
Николя Рапан принимал в замке интеллектуальную элиту французского Ренессанса: герцога де Сюлли, известного министра Генриха IV; предводителя гугенотов и компаньона короля Теодора Агриппа д’Обинье, деда будущей мадам де Ментенон (воспитательницы детей Людовика XIV и фаворитки короля с 1683 года); Франсуа Виет, сеньора де ля Биготье, французского математика, основоположника символической алгебры; и многих других.
Проданный детьми Николя Рапана, замок Тер-Нёв, был приобретен орденом Лазаристов, основанным Святым Викентием де Полем в XVII веке.
В начале XIX века замок Тер-Нёв приобрел граф де Вассе (фр. Comte de Vassé), на тот момент мэр Фонтене-ле-Конта и депутат от Вандеи. Начиная с того времени, замок находится во владении одной семьи.
Октавом-Гийомом де Рошбрюном (фр.), внук графа де Вассе, был известным гравёром, скульптором и археологом середины XIX века, среди его друзей был известный основатель египтологии Франсуа Шампольон.
На протяжении 1820-х годов, Жорж Клемансо гостил в замке Тер-Нёв у владельца замка на тот период, виконта дю Фонтенью (фр.Vicomte du Fontenioux).
Во время Второй Мировой в замке между 1941 и 1943 годами жил Жорж Сименон, известный писатель и автор многочисленных детективных романов, здесь он написал много романов и приобрел множество друзей, таких например, как художник Морис де Вламинк.